# Tomaš
Tomaš est un village croate situé dans le comitat de Bjelovar-Bilogora.